# 周祉君
周祉君（英語：Aaron Chow，1984年5月11日—），香港男演員。

## 簡歷
在1990年至1996年期間，周祉君於聖公會蒙恩小學上午校就學，之後分別在英華書院和紐西蘭Kaikorai Valley College讀書，及後畢業於紐西蘭奧塔哥大學電影及電視系，回港後修讀『香港電影專業培訓計劃-動作演員訓練』。他曾於無綫電視、廣告公司以及電影公司擔任製作助理，機緣巧合下正式成為藝人，曾參與多套電影及電視廣告演出。2017年，周祉君加盟天下一藝人管理有限公司（One Cool Artist Management Co. Ltd.）。同年於電影《西謊極落之太爆太子太空艙》中近乎全裸演出監獄澡堂肉搏打鬥戲份，備受矚目，獲得外界好評。另外，他在2017年《第十四屆全球華語大學生影視獎》憑著香港理工大學《地平說Horizon》劇情片獲得「最佳男演員」的獎項。
2021年，頻道《拾陸比玖》正式於Youtube開台，周祉君成為頻道常駐成員之一，與藝人柯煒林、陳海寧等人一同演出。

## 演出作品

### 電影作品
| 年份   | 名稱                             | 角色         | 備註 |
| ------ | -------------------------------- | ------------ | ---- |
| 2012年 | 《爛賭夫VS爛賭妻》               |              |      |
| 2013年 | 《掃毒》                         |              |      |
| 2013年 | 《盲探》                         |              |      |
| 2014年 | 《微交少女》                     |              |      |
| 2015年 | 《殺破狼2》                      | 飾 周永成    |      |
| 2015年 | 《壹獄壹世界：高登闊少踎監日記》 | 飾 傻熹      |      |
| 2016年 | 《老笠》                         | 飾 阿偉(PTU) |      |
| 2017年 | 《今晚打喪屍》                   |              |      |
| 2017年 | 《西謊極落之太爆太子太空艙》     | 飾 阿全      |      |
| 2017年 | 《大樂師．為愛配樂》             |              |      |
| 2018年 | 《翠絲》                         | 飾 Jeffrey   |      |
| 2019年 | 《廉政風雲 煙幕》                | 飾 陸志華    |      |
| 2019年 | 《犯罪現場》                     | 飾 外賣仔    |      |
| 2021年 | 《一秒拳王》                     | 飾 巢立威    |      |
| 2021年 | 《手捲煙》                       | 飾 雲斯頓    |      |
| 2021年 | 《遺愛》                         | 飾 大佬勝    |      |
| 2021年 | 《怒火》                         | 飾 無人性    |      |
| 2022年 | 《猛鬼3寶》                      | 飾 姣婆強    |      |
| 2023年 | 《失衡凶間之罪與殺》             | 飾 Bryon     |      |
| 2023年 | 《七月返歸》                     | 飾 警察      |      |
| 2024年 | 《填詞L》                        | 飾 陳謙      |      |
| 2024年 | 《望月》                         | 飾 Tim       |      |
| 2025年 | 《曾經擁有》                     | 飾 Joe       |      |

### 配音
- 2019年：《愛登士家庭》飾 費斯特叔叔
- 2021年：《愛登士家庭2》飾 費斯特叔叔

### 短片/ 微電影
- 2013年：鮮浪潮 - 公開組 《殺手奏鳴曲》
- 2015年：鮮浪潮 - 公開組 《捕快》
- 2015年：沒有牆的世界 5：看不到的障礙
- 2017年：香港理工大學2017數碼媒體系畢業作品《地平說Horizon》
- 2018年：HKDI -《野蝴蝶》
- 2019年：鮮浪潮閉幕短片 - 《雞蛋仔》
- 2019年：《大鑊廚聖》

### Music Video
- 2017年：〈根〉 許廷鏗
- 2018年：〈忍〉林欣彤
- 2018年：〈重光紀念日〉林欣彤
- 2021年：〈腍〉關心妍

### 電視劇
- 2013年：香港電台 - 《港台外判戲劇計劃－燃眉時刻》之他們的聲⾳ 飾 司徒拔
- 2015年：香港電台 - 《獅子山下》 - 圍。城
- 2015年：香港電台 - 《沒有牆的世界V》
- 2017年：香港電台 - 《沒有牆的世界VI》
- 2018年：香港電台 - 《那些年 那些歌II》：林憶蓮篇
- 2018年：香港電台 - 《火速救兵IV》
- 2019年：ViuTV - 《理想國：1.2米的距離》
- 2022年：ViuTV - 《IT狗》飾 LOU
- 2022年：ViuTV - 《940920》
- 2022年：Viu - 《＃她和她的戀愛小動作》 飾 Samuel
- 2023年：ViuTV - 《和解在後》 飾 David 1314
- 2023年：ViuTV - 《極度俏郎君》 飾 MBA
- 2025年：ViuTV - 《三命》 飾 來
- 2025年：香港電台 - 《獅子山下》- 不日上映

### 網劇
- 2016年：《死亡筆記 NEW GENERATION 龍崎篇・遺志》飾
- 2021年：拾陸比玖 - 《演員的自我收養》飾 Aaron Chow
- 2021年：拾陸比玖 - 《暗格》

### 電視節目
- 2018年：ViuTV - 最熟悉的陌生人
- 2021年：ViuTV - 山旮旯實習生

## 外部連結
- A.Chow 周祉君的Facebook專頁
- 周祉君的新浪微博
- 周祉君的Instagram帳戶
- 周祉君在香港影庫上的簡介